# Associação Brasileira de Educação de Deficientes Visuais
A Associação Brasileira de Educadores de Deficientes Visuais é uma associação civil, sem fins lucrativos, que agrupa profissionais que atuam nas áreas da educação, reabilitação e assistência social de pessoas com deficiência visual.
Foi fundada em 14 de Novembro de 1968, aquando da realização do II Congresso Brasileiro de Educação de Deficientes Visuais, em Brasília – DF.